# لیث خروب
لیث خروب (عربی: ليث علي عبد الرحيم خروب؛ زادهٔ ۱۱ ژوئیهٔ ۱۹۹۱) بازیکن فوتبال اهل دولت فلسطین است.
وی همچنین در تیم ملی فوتبال فلسطین بازی کرده‌است.

## زندگی شخصی
برادر وی، عدی خروب نیز بازیکن فوتبال است.